# Condette
Condette är en kommun i departementet Pas-de-Calais i regionen Hauts-de-France i norra Frankrike. Kommunen ligger i kantonen Samer som tillhör arrondissementet Boulogne-sur-Mer. År 2022 hade Condette 2 456 invånare.

## Befolkningsutveckling
Antalet invånare i kommunen Condette
| Referens: INSEE |